# John Stanley
John Stanley (17. januar 1712 — 19. maj 1786) var en engelsk musiker.
Stanley var fra barn af blind, men blev allerede i 11-års-alderen organist ved en London-kirke. 1782 blev han organist ved Chapel Royal; han stod Händel nær og skrev i hans stil et par oratorier foruden koncerter, fløjtesonater med mere.